# Luciano Magistrelli
Luciano Magistrelli (Bareggio, 14 febbraio 1938 – Bergamo, 19 dicembre 2011) è stato un calciatore e allenatore di calcio italiano, di ruolo attaccante.
È morto a Bergamo il 19 dicembre 2011, all'età di 73 anni, a causa di un infarto.

## Caratteristiche tecniche
Poteva giocare in tutti i ruoli del reparto offensivo, prediligendo quello di ala o di mezzala a sostegno degli attaccanti.

## Carriera

### Calciatore

#### Club
Cresciuto calcisticamente nel Milan, vista l'impossibilità di trovare spazio tra le file della compagine rossonera viene ceduto al Treviso in Serie D.
Cominciò allora una scalata che, passando per la Triestina in Serie B lo riporta in Serie A nel 1960 quando viene acquistato dall'Atalanta. A Bergamo scrisse le pagine più importanti della sua carriera, collezionando ben 125 presenze in 6 campionati di massima serie con la maglia neroazzurra e vincendo anche l'edizione 1962-1963 della Coppa Italia.
Nel 1966 viene ceduto all'Alessandria nella serie cadetta, disputando il campionato di Serie B 1966-1967, chiuso con la retrocessione. Segue i grigi in Serie C, quindi nel 1968 torna al Treviso, sempre in terza serie, ricoprendo il ruolo di capitano.
In carriera ha totalizzato complessivamente 125 presenze e 14 reti in Serie A e 61 presenze e 10 reti in Serie B.

#### Nazionale
Esordisce con la Nazionale Olimpica il 16 giugno 1960 in un incontro di preparazione a Catania perso 3-1 contro la Turchia. Al torneo olimpico di Roma, che l'Italia chiuse al quarto posto, gioca una sola partita, quella inaugurale, a Napoli contro Taiwan vinta per 4 a 1.

### Allenatore
Cessata l'attività agonistica, intraprende la carriera di allenatore, partendo dalle giovanili dell'Atalanta fino a guidare il Treviso, il Verbania, la SPAL e la Virescit (società di Bergamo) nella sua scalata fino alla Serie C1.

## Palmarès

### Giocatore

#### Competizioni giovanili
- Torneo di Viareggio: 1

Milan: 1957

#### Competizioni nazionali
- Campionato italiano: 1

Milan: 1956-1957
- Coppa Italia: 1

Atalanta: 1962-1963

#### Competizioni internazionali
- Coppa Latina: 1

Milan: 1956

### Allenatore

#### Competizioni nazionali
- Serie C2: 1

Virescit Boccaleone: 1984-1985
- Coppa Italia Serie C: 1

Virescit Boccaleone: 1985-1986